# Cliché Skateboards
 (novembre 2015).
Si vous disposez d'ouvrages ou d'articles de référence ou si vous connaissez des sites web de qualité traitant du thème abordé ici, merci de compléter l'article en donnant les références utiles à sa vérifiabilité et en les liant à la section « Notes et références ».
Cliché Skateboards ou plus couramment Cliché, est une entreprise française de skateboard fondée en 1997 par Jeremie Daclin et installée à Lyon.
L'entreprise est considérée comme un leader dans le marché du skate européen.
La compagnie californienne Dwindle Distribution, sous-partie de Globe International, rachète la marque au groupe Salomon en 2009. Toutefois, Jeremie Daclin reste à la tête de sa société.
En novembre 2016, Dwindle Distribution annonce la fin de la marque.

## Team
- Joey Brezinski  États-Unis
- Lucas Puig  France
- Max Géronzi
- Flo Mirtain
- Lem Villemin
- Charles Collet
- Sammy Winter
- Pete Eldridge
- Daniel Espinoza